# (14439) Evermeersch
(14439) Evermeersch ist ein Asteroid des äußeren Hauptgürtels, der am 2. September 1992 von dem belgischen Astronomen Eric Walter Elst am La-Silla-Observatorium der Europäischen Südsternwarte in Chile (IAU-Code 809) entdeckt wurde.
Der mittlere Durchmesser des Asteroiden wurde mithilfe des Wide-Field Infrared Survey Explorers (WISE) mit 5,133 (±0,205) km berechnet, die Albedo mit 0,267 (±0,047).
Der Asteroid ist Mitglied der Koronis-Familie, einer Gruppe von Asteroiden, die nach (158) Koronis benannt ist. Die zeitlosen (nichtoskulierenden) Bahnelemente von (14439) Evermeersch sind fast identisch mit denjenigen von sechs kleineren (wenn man von der Absoluten Helligkeit von 15,46, 15,37, 15,44, 17,21, 16,9 und 17,3 gegenüber 13,77 ausgeht) Asteroiden: (43883) 1995 EK2, (71499) 2000 CV20, (164372) 2005 EU67, (383697) 2007 TF406, (470130) 2006 UN28 und (515979) 2015 RN185.
(14439) Evermeersch wurde am 20. Juni 2016 nach dem belgischen Philosophen Etienne Vermeersch benannt. In der Widmung besonders erwähnt wurden seine Bücher „De ogen van de panda“ aus dem Jahre 1988 und „De rivier van Herakleitos“ aus dem Jahre 2008.